# Атинска академия
Вижте пояснителната страница за други значения на Атинска академия.
Атинската академия (на гръцки: Ακαδημία Αθηνών) е националната академия на Гърция и най-голямата организация за научни изследвания в страната.
Основана е през 1926 година. Помещава се в представителна сграда на улица „Панепистимиу“ №28 в Атина, използвана преди това като музей. Академията е автономна държавна институция под надзора на Министерството на просветата.